# 千里共良宵
千里共良宵是中央人民广播电台的一档午夜情感、音乐类节目，2004年-2020年在中央人民广播电台中国之声播出，2020年-2022年间为央广新媒体客户端“云听”独占节目。

## 节目构成
《千里共良宵》主要以音乐、情感类为主打，自2008年改版后曾设立如《月下读书》、《情感音乐吧》、《夜空守望者》、《千里妙音馆》、《千里踏歌行》等分支板块，每天都会有不同主题和主持人主持该节目，互动方式以短信、微博、微信、中国广播网的“民声论坛”（已停用）为主，在中国之声播出时期，《千里共良宵》除了偶尔会在节目时间内插播新闻之外，也会在发生重大事件时在节目时间内推出特别编排。

## 节目发展
《子夜星河》、《星星夜谈》时期（1998年-2003年）
《子夜星河》节目于1998年8月3日在中央人民广播电台第一套节目开播，以文学内容为主，开播初期安排在第一套节目晚23:20-0:00播出。
《星星夜谈》节目于2000年开播，以心理谈话内容为主，安排在第一套节目星期一至六晚22:45-23:10播出。
2001年1月1日起，随着第一套节目改版，《星星夜谈》、《子夜星河》两档节目的播出时间分别调整到每晚22:10（星期一至六22:10-22:30，星期日22:10-23:00，2002年后调整为每晚22:10-23:00）和凌晨0:10-0:40（星期五、六除外）。在伊拉克战争爆发初期，星星夜谈为迁就伊拉克战争特别报道而一度缩短播出时间甚至停播。
《千里共良宵》、《情感世界》、《神州夜航》并行时期（2004年-2009年）
2004年1月1日凌晨0:10，《子夜星河》播出最后一期，同日随着中央人民广播电台第一套节目改版并更名为中央人民广播电台中国之声，《子夜星河》停播，同年1月3日起，全新的《千里共良宵》开播，在中国之声逢星期六、日晚22:00-次日凌晨0:45播出（23:00-23:30间重播《晚报浏览》），同时，《星星夜谈》节目更名为《情感世界》。安排于中国之声星期一至五晚22:25-23:00播出，此后的4年里，《千里共良宵》调动了3次播出时间。
2005年1月1日，《神州夜航》节目开播，安排于中国之声周一至周五凌晨0:00-1:30播出。
2006年1月1日，《神州夜航》与《情感世界》合并，新版的《神州夜航》安排在中国之声的星期一至五晚22:30-0:30播出。
2008年汶川地震特别报道和北京奥运会特别报道期间，《千里共良宵》一度暂停播出，2008年8月25日起，随着中国之声进入改版过渡期，《千里共良宵》以录播形式恢复播出，安排在每天凌晨0:00-5:00以录播形式播出（星期二除外），改版过渡期间《神州夜航》更名为《同在星空下》，在每晚23:00-0:00播出。
2008年12月1日起，随着中国之声正式改版，《千里共良宵》恢复直播形式播出，播出时间安排在每天0:00-2:00（星期二则提前到1:30结束），同日起《同在星空下》恢复《神州夜航》名称，星期一至五晚23:00-0:00以直播形式播出。
2009年12月31日晚23:00，《神州夜航》节目播出最后一期（由青音主持）。
《千里共良宵》单飞时期（2010年-2022年）
2010年1月1日，随着中国之声改版，《神州夜航》节目停播，原《神州夜航》的主持人转为主持《千里共良宵》。
2013年11月5日起，随着中国之声调整周二凌晨检修时间，《千里共良宵》的节目播出时间统一为0:00-2:00。
2020年7月1日凌晨0:00，《千里共良宵》播出在中国之声的最后一期（由姚科主持），7月1日晚，该节目改为以网络形式在总台音频客户端“云听”上直播（网上首期则由孟然主持），播出时间调整到每晚23:00-次日凌晨1:00，后于2021年8月9日提前到22:00-次日凌晨0:00。
2022年5月30日-9月27日期间，云听版《千里共良宵》改为录播，录播期间节目时长缩短至21-49分钟不等。
2022年10月，录播版《千里共良宵》暂停更新。

## 主持人
备注:加粗字样为云听版主持人（斜体字样在2020年前主持中国之声版千里共良宵）
女播
- 王莹、刘颖、青音（赵青音）、俨玲（纪俨玲）、昀瑾（金昀瑾）、元轶（张元轶）、成亚、其轩（李其轩/李蕊）、小钊（周钊屹）、孟然、红伟（刘红伟）、艳蕾（刘艳蕾）、高莉、徐曼、郭静、王艺、王娴、刘蕾、向菲（尹莉）、张蕾、黄欢、珈宁（朱懿）、子乐（周子乐）、穆瑾、晓苏、乌丹（王笑梅）、乔乔（姜赛乔）、暖树、阳芷、秋婉、君涵

男播
- 姚科（姚红）、卫东（朱卫东）、张涛、张楠、嘉锋（宋嘉锋）、雨亭（杜雨亭）、韩磊、林白、泽华（王泽华）、杨扬、方亮、迎波（吴迎波）、苏扬（苏景跃）、刘亮、舒欣、王腾霄、一鸣、白杰戈、刘起源（刘源）、小马（马宗武）、李峙、杨昶、北辰（王成罡）、段玉龙、博宇（杨博宇）、富江（杨富江）、浩然（王鑫）、何峰、乌日图、海石、小宇

## BGM
- 姚科：《琵琶语》& Isaac Stern----《唯有寂寞的心》（旧）
- 青音：《虫儿飞》

## 外部連結
- 云听网页版往期音频存档（中国之声版） （页面存档备份，存于）